# Vlădiceasca (okręg Ilfov)
Vlădiceasca – wieś w Rumunii, w okręgu Ilfov, w gminie Snagov. W 2011 roku liczyła 341 mieszkańców.